# Blue Knob
Blue Knob är en ort i Australien. Den ligger i kommunen Tweed och delstaten New South Wales, i den sydöstra delen av landet, omkring 620 kilometer norr om delstatshuvudstaden Sydney. Orten hade 221 invånare år 2016.
Runt Blue Knob är det ganska glesbefolkat, med 36 invånare per kvadratkilometer.. Närmaste större samhälle är Nimbin, omkring 11 kilometer söder om Blue Knob.
I omgivningarna runt Blue Knob växer i huvudsak städsegrön lövskog. Genomsnittlig årsnederbörd är 1 776 millimeter. Den regnigaste månaden är januari, med i genomsnitt 298 mm nederbörd, och den torraste är oktober, med 39 mm nederbörd.